# Alo Altripp
Alo Altripp (* 25. September 1906 in Altrip; † 16. Januar 1991 in Wiesbaden; eigentlich Friedrich Schlüssel) war ein deutscher Maler und Grafiker der Neuen Sachlichkeit. Heute gilt er zusammen mit Otto Ritschl als einer der wichtigsten Wiesbadener Maler des 20. Jahrhunderts. Die stilistische Entwicklung seines Gesamtwerks lässt sich chronologisch genau verfolgen und in klar voneinander zu unterscheidende Werkphasen einteilen.

## Leben und Werk

### Die künstlerischen Anfänge
Nach seiner Ausbildung von 1920 bis 1924 an der Kunstgewerbeschule Mainz in den Fächern Gebrauchsgrafik und Dekorationsmalerei, besuchte er die Meisterschule für das Malerhandwerk 1924 bis 1925 in München und studierte an der Akademie für Kunst und Gewerbe von 1925 bis 1926 in Dresden. In den Jahren 1927 und 1928 hielt sich Altripp in Ellrich am Südrand des Harzes auf. Im darauffolgenden Jahr 1929 nahm er zum Broterwerb eine Arbeit als Theatermaler am Staatstheater in Wiesbaden an. In seiner Freizeit hatte er seine Malerei im Stil der Neuen Sachlichkeit in einem Maße perfektioniert, dass er von da an als freischaffender Künstler in Wiesbaden ein Auskommen finden konnte. Mit 26 weiteren Mitgliedern gehörte Altripp damals der Freien Künstlerschaft Wiesbaden an.

### Maler der Neuen Sachlichkeit
Seine frühen Werke, die der Stilrichtung der Neuen Sachlichkeit zugeordnet werden, vertreten letztlich eine Form des Realismus und können als Reaktion auf die emotionsgeladene Malerei des Expressionismus verstanden werden. Seine Malerei dieser Epoche zeichnet sich durch eine distanzierte detailgenaue Wiedergabe der Realität aus. Sie ist zu vergleichen mit der von Georg Schrimpf, Heinrich Maria Davringhausen, Adolf Erbslöh oder Alexander Kanoldt.
Kennzeichnend für Altripps Malerei dieser Kunstrichtung ist sein generelles Interesse für Licht in allen seinen Erscheinungsformen, „ein Thema, das ihm im Lauf seines Lebens immer wichtiger geworden ist.“ Das „Beleuchtungslicht“, das bei den Expressionisten so verpönt war, hatte es dem jungen Maler angetan. Mit dem Sonnenlicht und dessen Schatten modellierte er Landschaften und gab der Architektur die dritte Dimension wieder zurück.

### Surrealistische Einflüsse
Um 1930 war Altripps Malerei im Umbruch. Zusehends löste sich seine Ausdrucksweise von der gegenständlichen Realität. Es entstanden in Öl auf Leinwand oder in Spritztechnik auf Papier phantastische Wesen. Noch sind sie nicht völlig abstrakt, denn sie werden dem Beschauer durch Titel erläutert. Solche Bilder Altripps mit dem Hinweis auf die Kunstströmung Surrealismus zu erklären, eröffnet eine neue Sichtweise. Bilder des Rheinländers Max Ernst dürften auf Altripps Schaffen am Anfang der 1930er Jahre Einfluss genommen haben. Insbesondere verdeutlichen dies Vogelkopfformen, die an Arbeiten von Ernst erinnern.
In die Zeit des künstlerischen Umbruchs fielen zwei Ereignisse, die Altripps weiteres Leben wesentlich bestimmen sollten. 1932 lernte er Alexej Jawlensky kennen und kurz darauf erlebte er, dass seine Kunst von Staats wegen unerwünscht war.
Ende 1932 hatte Ritschl eine Ausstellung für den Nassauischen Kunstverein im Wiesbadener Museum arrangiert, in der auch Bilder von Altripp gezeigt wurden. Sie wurde anschließend im Museum Folkwang in Essen gezeigt. An ihr nahmen auch Willi Baumeister, Ernst Wilhelm Nay und Fritz Winter teil. Nach der Machtergreifung Adolf Hitlers wurden die „Bilder zum Schutze des Volkes“ von den Nazis abgehängt. Von Altripp erfährt man, dass die Exponate nicht beschlagnahmt wurden: „Ich hatte kein Malverbot. Auch unsere Bilder kamen 1933 noch aus Essen zurück.“

### Innere Emigration
Auch wenn sich Altripp als unpolitischen Menschen bezeichnete, so bezog er doch eine klare Position gegen das NS-Regime und leistete Passiven Widerstand: „Strikt hatte er sich geweigert, irgendwie mit dem Nationalsozialismus zu paktieren, und hatte es abgelehnt, Hakenkreuze zu malen.“ Schon 1933 brandmarkte er die Nazi-Herrschaft mit der Darstellung seines Ahriman, der Verkörperung des Bösen schlechthin. Hellseherisch prognostizierte er darüber hinaus eine künftige Katastrophe z. B. 1934 mit einer Monotypie, die er „Krieg“ nannte.

### Die Freundschaft mit Jawlensky
Seit 1934 war er mit Alexej von Jawlensky befreundet. Ohne Altripp, der nach der Machtübernahme der Nazis zu dem kleinen Freundeskreis Jawlenskys gehörte, der den seit 1933 mit Ausstellungsverbot Geächteten unterstützte, wäre dessen Bilderserie der „Meditationen“ nicht so umfangreich ausgefallen, außerdem wäre sie um einige Versionen und Highlights ärmer. Indem Altripp Jawlensky half, sein Alterswerk zu vollenden, brachte er sich selbst in Gefahr, von den Nazis verfolgt zu werden. Von Anfang 1934 bis 1940 kam Altripp, regelmäßig zu dem schwerbehinderten Jawlensky. Altripp war es auch, der Jawlensky erstmals „Ikonenmaler des 20. Jahrhunderts“ nannte und diesen Begriff als Markenzeichen für Jawlenskys späte Malerei prägte. Außerdem bewegte er Jawlensky dazu, fünf „Meditationen“ auf Goldgrund – Pretiosen seines letzten Schaffens – zu malen.
Altripp setzte sich intensiv mit Jawlenskys „Meditationen“ auseinander und regte ihn an, in einer weiteren Technik zu arbeiten, die Jawlensky vorher noch nicht kannte. Diese Gemälde haben einen ganz anderen Charakter als jene, die man gewöhnlich zu sehen bekommt. Sie sind atypisch in Jawlenskys Œuvre. Die größeren Farbpartien sind in einer Art Kratztechnik, in feinen parallelen Linien gearbeitet. Jawlensky erfuhr von der Technik, als ihm Altripp eigene Arbeiten zeigte, die mit „Kammzug“ gearbeitet waren. Jawlensky bat den jungen Kollegen, ihm Malerkämme in verschiedenen Stärken und Breiten mitzubringen. Jawlensky wendete darauf die ihm bislang unbekannte Methode an, kombinierte sie mit der ihm geläufigen Pinselmalerei und entwickelte auf diese Weise in seinem letzten Schaffensjahr 1937 einige Kunstwerke von ganz besonderem Reiz.
Durch Altripp erfährt man nicht nur, dass Jawlensky sich noch im hohen Alter für technische Neuerungen aufgeschlossen zeigte, sondern auch manches Interessante über seine Arbeitsweise. Demzufolge malte der inzwischen stark bewegungseingeschränkte Jawlensky seine „Meditationen“ in einer einzigartigen Methode. Die Bildträger ließ er sich auf eine Vorrichtung montieren, die ihm auf der Staffelei als Hilfskonstruktion diente, um in serieller Fertigung arbeiten zu können: Dies gelang mit Hilfe von zwei Brettern, die im Format so groß waren, dass sich darauf acht Meditations-Ölpapiere mit Reißzwecken befestigen ließen. Vier oben und vier unten. Die Staffelei versah man unten mit zwei Pflöcken, auf denen man die Palette einsetzte. In Greifweite wurden Pinsel und Farben bereitgelegt. Wenn Jawlensky eine Sequenz beendet hatte, zogen Lisa Kümmel und Altripp die fertigen Bilder auf weiße Bristol-Kartons auf.
Den Leim beschrieb Altripp identifizierbar: „Wir haben diese Bilder aufgezogen … mit einem Leim … der Firma Otto Rings … er nannte sich Syndetikon, er ist ein Fischleim, der aus Danzig kam … ein wunderbarer Leim, er war wasserlöslich … er wurde in dem Geschäft Hutter bestellt.“
Auch die Leinwand, die Jawlensky ab 1934 für einige Meditationen und Stillleben benutzte, kam auf eine Empfehlung von Altripp zur Verwendung, was in der Debatte um Authentizitätsprobleme bei so manchem Kunstsammler von besonderem Interesse sein dürfte. Dabei handelt es sich um Rohleinen, die Altripp für seine eigene Malerei bereits mit zwei Grundierungsschichten versehen hatte. Diese zerschnitt er in für Jawlensky passende Formate.

### Monotypien in Nichtfarben
Die Monotypie kam bei Altripp nach einem Besuch des Straßburger Münsters und des Isenheimer Altares von Mathias Grünewald in Colmar in Gebrauch. Dort hatte er das „Licht der Gotik und das innere Licht bei Grünewald“ erlebt. Daraufhin erprobte er in seinen Monotypien die Ausdrucksmöglichkeiten der Farben Weiß und Schwarz im Sinne von Licht und Dunkel. Ähnlich wie im Lehrbuch „Über das Geistige in der Kunst“ von Wassily Kandinsky beschrieben, experimentierte dann Altripp mit diesem Farbenpaar.

### Abstrakte Spachtelarbeiten
Um 1936 war Altipp trotz Innerer Emigration äußerst kreativ und produktiv. Er experimentierte mit Farben, Formen, Techniken und Malmaterialien. Damals legte er sich ein Formenrepertoire zu, auf das er aufbauend nach dem Kriege immer wieder zurückgreifen würde. Reihungen von Vertikalen und Horizontalen, der Kreis, das Dreieck und vor allem das Kreuz sollten künftig eine Rolle spielen.
Ganz offensichtlich schlugen sich in diesen Bildern jetzt die Beobachtungen der 1934 unternommenen Reise nach Straßburg und Colmar nieder. Technisch arbeitete er daran, seinen Bildern den Effekt eines aus der Tiefe kommenden Bildlichts zu verleihen. Allen Bildern dieser Art ist gemein, dass ihnen der Eindruck von Düsternis und Unfreiheit anhaftet. Die Farblichter strahlen nicht, sie haben keine Möglichkeit, sich zu entfalten. Dazu ist die Außenwelt im Bild die dunkle Farbe zu mächtig.
Angesichts solcher Gemälde, in denen der Betrachter z. B. menschliche Skelette assoziieren kann, erklären den Maler Altripp in der Rückschau als einen Chronisten mit seherischen Gaben, der die Massaker des Krieges vorausschaute.
Für Altripps geistiges Weltbild und seine künstlerische Entwicklung wurden ab 1935 Reisen in die Schweiz wichtig. Damals nahm er, um seine Kenntnisse der Anthroposophie zu vertiefen, an Kursen und Tagungen des Goetheanums in Dornach bei Basel teil. Bei diesen Gelegenheiten reiste er auch nach Bern zu Paul Klee. Diese Besuche bei Klee werden als prägend in den Jahren 1935 bis 1939 eingeschätzt.

### Vorweggenommenes Informel
Gegen Ende der 1930er Jahre hatte Altripps künstlerische Entwicklung von der gegenständlichen- zur abstrakten Kunst einen Höhepunkt erreicht.
Erstaunlicherweise beschäftigte er sich bereits „um 1936 mit dem Problem der informellen Malerei“, die erst kurz nach dem Krieg in Paris entstand.
Während Altripp seine Abstraktionen in seinem unentdeckten Dachatelier weiter verfolgte, entbrannte der Krieg. Überschaut man seine Kunst der 1930er Jahre, so stellt man unschwer fest, dass sie sich zur damals verordneten Staatskunst antipodisch verhält.

### Im und nach dem Krieg
Während der nationalsozialistischen Herrschaft (1933–1945) galten seine Arbeiten, die er in dieser Zeit nur heimlich anfertigen konnte, als „entartet“. Von 1940 bis 1943 leistete er als Soldat Kriegsdienst. Von 1943 bis 1945 war er Zeichner bei Opel in Rüsselsheim.
Nach Kriegsende hatten die amerikanischen Besatzer in Wiesbaden im Museum einen Central Collecting Point für geborgene deutsche bedeutende Kunstwerke und Beutekunst geschaffen. Als man zur Registrierung und Inventarisierung einen geeigneten, gegenständlich versierten Zeichner suchte, einigte man sich auf Altripp, der von einer Nazivergangenheit unbelastet war. Auch hatte er als Künstler nie dem Naziideal gedient, blonde, blauäugige und muskulöse Menschen darzustellen. Ihm wurde im Museum ein Atelier eingerichtet, das er auch für private Zwecke nutzen durfte, wie vor ihm schon Hans Völcker. Nicht nur durch seine peniblen Sachzeichnungen gewann Altripp das Vertrauen von Walter Farmer, dem Offizier jener Spezialabteilung der US-Armee der den Central Collecting Point leitete. Altripp hatte die Aufgabe hochkarätige kostbare Kunstwerke zu zeichnen.
1949 erhielt er ein US-amerikanisches Stipendium der Barnes Foundation in Merion, Pennsylvania. Von 1951 bis 1971 wirkte er als Dozent an der Werkkunstschule Wiesbaden.

### Nierentischzeit
In den ersten Nachkriegsjahren entstanden Bilder, die einen ganz anderen Geist atmen, als jene, die er in den 1930er Jahren malte.
Ihnen fehlt der frühere Eindruck von Düsternis und Drangsal. Sie weisen nichts Bedrohliches mehr auf. Damals entschloss sich Altripp zur Abstinenz von der Farbe, zu einem Neuanfang mit dem Farbenpaar Schwarz und Weiß. Er experimentierte mit verschiedenen Kreiden und legte sich damit auf den Bildträger Papier fest. Ab 1955 entschied er sich zur härtesten Kreide, der Pittkreide. Sie eignet sich sowohl zur exakten Linienführung als auch zur Schraffierung oder zum Verreiben mit den Fingern oder Pinsel, um Grautöne zu erzielen.
Die Arbeit seiner Hand schlug auf seinen Bildern in Gesten nieder, die vielfältigste Formen annahmen. Genau so reichhaltig sind die Abstufungen von gleißendem Weiß über Hell und Grau zu Schwarz und Pechschwarz.
Bei den Formen fällt auf, dass man keine reine geometrische Form findet. Zwar gibt es den Kreis, jedoch ist dieser nie kreisrund. Zwar tauchen Dreiecke auf, doch sind deren Seiten in Biegungen geschwungen. Auch Rechtecke gibt es zwar, aber keines ist rechtwinklig, alle haben sie ungleiche Seitenlängen. Ein Quadrat sucht man vergebens.
Schwungvolle Formen charakterisieren alle seine Bilder dieser Zeit. Sie symbolisieren Vitalität und Dynamik. Durch die Nieren- und Dreiecksformen sind diese Bilder stilistisch dem Nierentischzeitalter zuzuordnen. Altripp gibt sich mit diesen Kreidezeichnungen wie in den 1930er Jahren als sensibler Mensch zu erkennen, der wie ein Seismograph mit seiner Kunst auf den Zeitgeist reagierte. Da er das Informell bereits zwanzig Jahre zuvor durchlaufen hatte, ist es nur zu logisch, dass er sich der zeitgenössischen informellen Malerei, wie sie etwa von den Künstlern der Quadriga praktiziert wurde, nicht mehr anschließen mochte.
In den 1950er Jahren knüpfte Altipp internationale Kontakte. So traf er in Venedig um 1951 seinen Kollegen Giuseppe Santomaso und tauschte sich mit ihm über das Informel aus. Den Gérard Ernest Schneider, dessen Formenapparat dem seinen verwandt ist, suchte er in Paris auf. Damals verkehrte er auch im Atelier von Pierre Soulages.

### Durchlichtete Miniaturen
Zu Beginn der 1960er Jahre kehrte Altripp zur Farbe zurück. Im Tessin, in Italien und in Griechenland hatte er das Licht neu erlebt. Er erläuterte: „Da war durchlichtete Farbe, durchlichtete Materie“, und ergänzte, dass von diesem Zeitpunkt an seine Bilder bunt und „miniaturartig wurden“. Unter dem Aspekt gemalter, kostbarer Buchillustrationen wollte Altripp seine bunten Kleinformate ab den 1960er Jahren betrachtet wissen.
Bis zu seinem Tode 1991 bediente sich Altripp hauptsächlich der Aquarell-Technik. Seltener trifft man in seinem Spätwerk Tusch-Arbeiten an. In seinem Formen- und Farbenrepertoire der nächsten Jahrzehnte unterwarf er sich keiner Einschränkung mehr, sondern er schöpfte aus einem Schatz von erprobtem Bildmaterial der Vergangenheit, nutzte es wie Versatzstücke und produzierte munter eine Überfülle neuer Bildwelten.

## Ausstellungen
| Jahr | Ort                   | Bezeichnung                                                  |
| ---- | --------------------- | ------------------------------------------------------------ |
| 1946 | Dresden               | Allgemeine Deutsche Kunstausstellung                         |
| 1946 | Marburg               | Universität durch Richard Hamann                             |
| 1948 | Köln                  | Kölnischer Kunstverein: „Alo Altripp/Edgar Ende“             |
| 1949 | New York              |                                                              |
| 1954 | Witten                | Museum                                                       |
| 1955 | Aachen                | Neue Aachener Gruppe, Suermondt-Museum                       |
| 1957 | Aachen                | Neue Aachener Gruppe, 5. Jahresausstellung, Suermondt-Museum |
| 1963 | München               | Neue Gruppe, Grosse Kunstausstellung im Haus der Kunst       |
| 1965 | Dortmund              | Museum am Ostwall                                            |
| 1968 | Hannover              | Kunstverein                                                  |
| 1978 | Basel                 | Galerie Aenigma                                              |
| 1980 | München               | Galerie Alvensleben                                          |
| 1981 | Mainz                 | Kunstkreis Novo                                              |
| 1987 | Speyer                | Kunstverein                                                  |
| 1988 | Wiesbaden             | Museum                                                       |
| 1989 | Ahlen                 | Fritz-Winter-Haus                                            |
| 1991 | Mainz                 | Landesmuseum                                                 |
| 1994 | Ludwigshafen am Rhein | Kunstverein                                                  |
| 1998 | Iserlohn              | Kunstverein Villa Wessel                                     |
| 2006 | Speyer                | Städtische Galerie Speyer                                    |
| 2006 | Altrip                | Bürgerhaus Alta Ripa                                         |

## Ehrungen
- 1976 – Max-Slevogt-Medaille des Landes Rheinland-Pfalz